# Marpent Communal Cemetery
Marpent Communal Cemetery is een Britse militaire begraafplaats gelegen in de Franse plaats Marpent (Noorderdepartement). De begraafplaats wordt onderhouden door de Commonwealth War Graves Commission.
De begraafplaats telt 26 geïdentificeerde Gemenebest graven uit de Eerste Wereldoorlog.